# Governo Löfven I
O Governo Löfven I (sueco: Regeringen Löfven I) foi formado a partir das eleições legislativas de 2014, em que os partidos verde-vermelhos (de centro-esquerda) obtiveram 158 assentos, e conseguiram superar a Aliança pela Suécia (de centro-direita), que atingiu 142 assentos. Os Democratas Suecos conseguiram 49 assentos, mas ficaram de fora das hipóteses de participação em qualquer governo. 
| Governo          | Primeiro-ministro | Partidos                               | Ideologia                    |
| ---------------- | ----------------- | -------------------------------------- | ---------------------------- |
| Governo Löfven I | Stefan Löfven     | Partido Social-Democrata Partido Verde | Social-democracia Ecologismo |

Este governo minoritário foi uma coligação verde-vermelha reunindo o Partido Social-Democrata, de centro-esquerda, e o Partido Verde, ecologista. 
O Governo Löfven I tomou posse em 3 de outubro de 2014. 
Em 2 de dezembro, a proposta de Orçamento do Estado do Governo Löfven I foi derrotada no Parlamento pela proposta da oposição, protagonizada pela Aliança de centro-direita e viabilizada pelo Partido dos Democratas Suecos de extrema-direita.
Em 3 de dezembro, Stefan Löfven avisou novas Eleições parlamentares extraordinárias em março de 2015.
A Crise Governamental de 2014 - Regeringskrisen 2014 - foi finalmente resolvida através do Acordo de Dezembro - Decemberöverenskommelsen - anunciado conjuntamente em 27 de dezembro pelos dois partidos do governo e pelos quatro partidos da oposição da Aliança, pelo qual a oposição se absteve de votar contra a proposta de orçamento do governo .
Este entendimento foi então subscrito por: Partido Social-Democrata, Partido Verde,  Partido Moderado, Partido Popular Liberal, Partido do Centro e Partido Democrata-Cristão.
A Crise do Sistema de Informação da Direção-Geral dos Transportes levou a uma remodelação do governo em 27 de julho de 2017, tendo 3 ministros pedido a exoneração, 2 ministros recebido novas funções e 2 novos ministros sido nomeados.

## Composição do Governo[16]
Legenda de cores
| Pasta                                                                              | Titular                              | Partido                              |                                      |
| Presidência do Conselho de Ministros                                               | Presidência do Conselho de Ministros | Presidência do Conselho de Ministros | Presidência do Conselho de Ministros |
| ---------------------------------------------------------------------------------- | ------------------------------------ | ------------------------------------ | ------------------------------------ |
| Primeiro-Ministro                                                                  | Stefan Löfven                        | Partido Social-Democrata             |                                      |
| Ministro da Coordenação Governamental Ministro da Energia                          | Ibrahim Baylan                       | Partido Social-Democrata             |                                      |
| Ministério do Mercado de Trabalho                                                  |                                      |                                      |                                      |
| Ministra do Mercado de Trabalho                                                    | Ylva Johansson                       | Partido Social-Democrata             |                                      |
| Ministério das Finanças                                                            |                                      |                                      |                                      |
| Ministra das Finanças                                                              | Magdalena Andersson                  | Partido Social-Democrata             |                                      |
| Vice-ministro das Finanças                                                         | Per Bolund                           | Partido Verde                        |                                      |
| Ministro dos Municípios e Regiões                                                  | Ardalan Shekarabi                    | Partido Social-Democrata             |                                      |
| Ministério da Defesa                                                               |                                      |                                      |                                      |
| Ministro da Defesa                                                                 | Peter Hultqvist                      | Partido Social-Democrata             |                                      |
| Ministério da Justiça                                                              |                                      |                                      |                                      |
| Ministro da Justiça e Ministro do Interior                                         | Morgan Johansson                     | Partido Social-Democrata             |                                      |
| Ministra das Migrações Vice-ministra da Justiça                                    | Heléne Fritzon                       | Partido Social-Democrata             |                                      |
| Ministério da Cultura                                                              |                                      |                                      |                                      |
| Ministra da Cultura e da Democracia                                                | Alice Bah Kuhnke                     | Partido Verde                        |                                      |
| Ministério do Ambiente e Energia                                                   |                                      |                                      |                                      |
| Ministra do Ambiente                                                               | Karolina Skog                        | Partido Verde                        |                                      |
| Ministério da Economia                                                             |                                      |                                      |                                      |
| Ministro da Economia e da Inovação                                                 | Michael Damberg                      | Partido Social-Democrata             |                                      |
| Ministra das Infraestruturas                                                       | Tomas Eneroth                        | Partido Social-Democrata             |                                      |
| Ministro da Habitação e da Digitalização                                           | Peter Eriksson                       | Partido Verde                        |                                      |
| Ministro do Meio Rural                                                             | Sven-Erik Bucht                      | Partido Social-Democrata             |                                      |
| Ministério da Saúde e Assuntos Sociais                                             |                                      |                                      |                                      |
| Ministra dos Assuntos Sociais                                                      | Annika Strandhäll                    | Partido Social-Democrata             |                                      |
| Ministra das Crianças, da Terceira Idade e da Igualdade de Género                  | Åsa Regnér                           | Partido Social-Democrata             |                                      |
| Ministério da Educação                                                             |                                      |                                      |                                      |
| Ministro da Educação                                                               | Gustav Fridolin                      | Partido Verde                        |                                      |
| Ministra do Ensino Superior e da Investigação                                      | Helene Hellmark Knutsson             | Partido Social-Democrata             |                                      |
| Ministra do Ensino Secundário e da Formação Contínua                               | Anna Ekström                         | Partido Social-Democrata             |                                      |
| Ministério do Exterior da Suécia                                                   |                                      |                                      |                                      |
| Ministra dos Negócios Estrangeiros                                                 | Margot Wallström                     | Partido Social-Democrata             |                                      |
| Vice-Primeira-Ministra Ministra da Cooperação Internacional para o Desenvolvimento | Isabella Lövin                       | Partido Verde                        |                                      |
| Ministra do Comércio e da União Europeia                                           | Ann Linde                            | Partido Social-Democrata             |                                      |